# يوزيف غيلي
يوزيف غيلي (بالمجرية: Gelei József)‏ (مواليد 29 يونيو 1938) هو لاعب كرة قدم. يلعب مع منتخب المجر لكرة القدم. سبق له أن لعب في كأس العالم لكرة القدم مع منتخب بلاده.

## روابط خارجية
- يوزيف غيلي على موقع الاتحاد الدولي (مؤرشف)  (الإنجليزية)
- يوزيف غيلي على موقع قاعدة بيانات كرة القدم.إي يو (الإنجليزية)
- يوزيف غيلي على موقع ناشيونال فوتبول تيمز (الإنجليزية)
- يوزيف غيلي على موقع أوليمبيديا (الإنجليزية)
- يوزيف غيلي على موقع اللجنة الأولمبية المجرية (الهنغارية)